# Scuderia Achille Varzi
Scuderia Achille Varzi var ett privat italienskt racingstall som startades av racerföraren Achille Varzi efter andra världskriget. Stallet drevs vidare även efter Varzis död 1948 och deltog i tre formel 1-lopp säsongen 1950.

## F1-säsonger
| Säsong | Tävlingsnamn           | Bil           | Motor            | Poäng | Förare 1              | Övriga förare                            |
| ------ | ---------------------- | ------------- | ---------------- | ----- | --------------------- | ---------------------------------------- |
| 1950   | Scuderia Achille Varzi | Maserati 4CLT | Maserati 1.5 L4C | 0     | José Froilán González | Alfredo Piàn Nello Pagani Antonio Branca |